# Big Grrrl Small World
Big Grrrl Small World är ett musikalbum av den amerikanska artisten Lizzo. Albumet är hennes andra studioalbum och släpptes den 11 december 2015 på hennes eget skivmärke BGSW.

## Låtlista
Alla låtar är skrivna och komponerade av Melissa "Lizzo" Jefferson tillsammans med låtens producenter.. 
| Nr           | Titel        | Producent                          | Längd |
| ------------ | ------------ | ---------------------------------- | ----- |
| 1.           | Ain't I      | BJ Burton, Sam Spiegel, Jake Troth | 3:56  |
| 2.           | Betcha       | BJ Burton                          | 2:59  |
| 3.           | Ride         | BJ Burton, Aaron Mader (Lazerbeak) | 3:50  |
| 4.           | Humanize     | BJ Burton                          | 3:30  |
| 5.           | Bother Me    | BJ Burton                          | 5:02  |
| 6.           | B.G.S.W.     | Stefon "Bionik" Taylor             | 3:16  |
| 7.           | The Fade     | Taskforce                          | 2:59  |
| 8.           | 1 Deep       | BJ Burton                          | 3:26  |
| 9.           | The Realest  | BJ Burton                          | 3:54  |
| 10.          | En Love      | Stefon "Bionik" Taylor             | 3:24  |
| 11.          | My Skin      | Stefon "Bionik" Taylor             | 4:18  |
| 12.          | Jang a Lang  | Stefon "Bionik" Taylor             | 2:51  |
| Total längd: | Total längd: | Total längd:                       | 43:29 |